# Col·legi Públic Josep Boada
El Col·legi Públic Josep Boada és una escola de Riudarenes (Selva). L'edifici és una obra inclosa a l'Inventari del Patrimoni Arquitectònic de Catalunya.

## Edifici
Edifici de planta baixa, format per cinc cossos. El cos central té a la façana principal un frontó neoclàssic, porta de mig punt i dues finestres també amb frontó. Els cossos laterals són dobles i tenen tres arcades cadascun i acaben amb una cornisa ondulada a la part superior i coronades als vèrtexs per florons de pedra.
El parament és arrebossat i pintat, i als murs laterals s'aprecien les pilastres que sobresurten del mur. El recinte està tancat per un mur baix amb reixa i al davant de la façana principal hi ha un gran pati-jardí amb arbres i força vegetació.

## Història
Des de mitjans del segle xix a Riudarenes les aules estaven habilitades en cases particulars llogades per l'Ajuntament, fet que rebia queixes constants dels inspectors d'ensenyament. L'any 1927 l'Ajuntament, assabentat dels decrets oficials que impulsaven una campanya de construccions escolars, demanà a l'arquitecte escolar de Barcelona Martorell que visités el poble per realitzar un primer informe. El dia 10 de desembre el ple de l'Ajuntament decidí encarregar l'obra a l'arquitecte barceloní Bienvenido Rius. Pocs mesos després, l'alcalde, Lluís Ribera, va cedir els terrenys on s'edificaria l'escola. El 3 de juliol de 1928 l'arquitecte Rius presentà els plànols i pressupost, que van ser aprovats pel ple de l'Ajuntament sis mesos després. Les obres començaren el març de 1929 i s'inauguraren el 15 de setembre del mateix any. La Caixa concedí el préstec de 55.000  ptes. amortitzables en vint anys. Miquel Viñals Argay, paleta de Sils i Lluís Massaguer Frigola, fuster de Torroella van ser els constructors.
El 1962 l'Ajuntament decidí l'ampliació de les escoles, que la va fer l'arquitecte Josep Claret Rubira l'any 1964 i s'inaugurà el 1966. El 1967 el mal estat de la construcció va fer necessària la reparació d'algunes estructures. El 1969 es construí un porxo i s'amplià l'edifici de parvulari, i el 1970 es feu una tanca, l'any següent es construí el menjador a l'ala oest de l'edifici. Finalment, el 1981 es rehabilità l'edifici i els alumnes van haver de ser allotjats en aules provisionals en diferents llocs del poble. Als anys noranta s'hi van fer noves obres de rehabilitació.